# フィル・クラーク (内野手)
フィリップ・ベンジャミン・クラーク（Phillip Benjamin Clark, 1968年5月6日 - ）は、アメリカ合衆国テキサス州クロケット郡クロケット出身の元プロ野球選手（内野手）、野球指導者。右投右打。
日本プロ野球 (NPB) では1997年 - 2000年にパシフィック・リーグ（パ・リーグ）の（大阪）近鉄バファローズでプレーした。
元メジャーリーガーで、1994年にヤクルトスワローズでもプレーしたジェラルド・クラークは実兄（長兄）で、次兄のアイザイア・クラークもマイナーリーグでプロ経験がある。

## 経歴

### プロ入りとタイガース時代
クロケット高等学校時代は強打の「全米ナンバーワン捕手」として知られ、1986年のMLBドラフト1巡目（全体18位）でデトロイト・タイガースから指名され、プロ入り。若手時代は傘下のAAA級トレド・マッドヘンズで強打の捕手として活躍し、アルバカーキ・デュークス（ロサンゼルス・ドジャース傘下のAAA級）に在籍していたマイク・ピアッツァとともに注目されたが、守備力に難があり、1989年には捕手としてプレー中に右膝を痛め、次第に外野手や一塁手として起用されることが多くなった。
7年目の1992年にメジャーデビューを果たし、23試合で61打席ながら打率.404と好成績を残した。

### パドレス時代
翌1993年にサンディエゴ・パドレスへ移籍し、代打や一塁での出場が多くを占めたほか、レフトや捕手、トニー・グウィンに休養日にには代わり右翼手も守った。同年は102試合に出場し、メジャー自己最高となる打率.313のハイアベレージを残して9本塁打を記録した。しかし膝の故障以来、走塁面・外野守備に不安を持つ右打の中距離打者と言うことからレギュラー定着はならず、マイナーリーグとメジャーリーグを行き来する「エレベーター選手」だった。1994年（61試合出場）と1995年（75試合出場）は打率2割台前半（1994年が.215、1995年が.216）の成績となった。

### レッドソックス時代
1996年にはボストン・レッドソックスへ移籍したが、メジャーでは4月に3試合出場しただけで、大半は傘下のAAA級ポータケット・レッドソックスで過ごした。AAA級ポータケットでは97試合に出場し、打撃成績は365打数で119安打、打率.326、12本塁打、69打点を記録した。なお、MLBでの出場はこの年が最後となった。通算成績は実働5年で264試合出場、543打数、150安打、打率.276、17本塁打、65打点であった。

### 近鉄時代
1996年オフには「マイナーとメジャーを行き来する生活を変えよう」と日本球界挑戦を決断し、日本プロ野球（NPB）パシフィック・リーグ（パ・リーグ）の近鉄バファローズへ入団。なお同年オフにはレッドソックスのマイク・グリーンウェルが近鉄などNPB球団に売り込みをかけており、近鉄に加え主砲・清原和博がフリーエージェント (FA) の権利を行使して退団（後に巨人へ移籍）した西武ライオンズや、清原の獲得に失敗した阪神タイガース（当時の監督：吉田義男）も獲得レースに参戦した。しかし、近鉄はグリーンウェルの代理人を務めていたジョー・スロバが、かつてケビン・ミッチェルの代理人を務めていたことに不信感を抱き、グリーンウェルの獲得を断念した。結局、グリーンウェルは阪神が獲得する形となり、翌1997年から本拠地を藤井寺球場から大阪ドームへ移転することが決まっていた近鉄球団は、C・D（1997年から1999年までオリックス・ブルーウェーブでプレー）を「左投手が打てない」との理由から解雇し、C・Dに代わる新外国人としてクラークを獲得した。年俸は5,500万円。

#### 1997年
大阪ドーム元年の1997年春季キャンプでは当時の監督だった佐々木恭介から「リストが柔らかく、変化球もうまく打つ」と絶賛された。来日1年目の同シーズンは、開幕当初は7番打者として迎えた。序盤は変化球攻めに戸惑い、併殺打を連発したが、ビデオでパ・リーグの投手たちを徹底的に研究したことで成績を上げ、5月 - 6月に16試合連続安打を記録。7月には月間打率.392を記録したほか、8月 - 9月には24試合連続安打を記録した。特に西武戦に強く、107打数44安打・打率.411と好成績を残した。
このように成績を上げると3番にタフィ・ローズ（右翼手）、4番にクラーク（指名打者もしくは一塁手）の打順が定着した。同時期には打率がリーグ2位まで急上昇していたため、「（当時パ・リーグで2位以下に圧倒的な大差をつけて3年連続で首位打者を獲得していた）イチロー（オリックス）への対抗馬になるのではないか？」と注目を集めるようになり、『週刊ベースボール』（ベースボール・マガジン社 / 1997年10月13日号）誌上で組まれた特集記事でも「イチローを脅かす男」「舶来の落合」と紹介された。同年9月には打率を.339（1位・イチローと6厘差）まで上げ、月間MVPを獲得したが、最終的には打率.331（174安打）でイチローの打率.345（185安打）には及ばず、首位打者のタイトルは逃した。しかし全135試合に出場し、23本塁打・93打点と好成績を残したほか、安打数は174と日本球界1年目の外国人選手としては当時の最多記録だった。またチーム1位となる猛打賞17回を記録し、さらに一塁手としてベストナインを獲得した。同年オフには年俸8,750万円で契約を更改した。
同年は武田一浩（福岡ダイエーホークス / 打率.400・15打数6安打）・豊田清（西武 / 打率.381・21打数8安打）相手に高打率を記録した一方、下柳剛（日本ハムファイターズ）には打率.071（14打数1安打）と抑え込まれた。また走者がいない場合は16本塁打を記録した一方、走者がいる場合は打率こそ高いものの本塁打数は少なかった。

#### 1998年
来日2年目の1998年は6月 - 7月に17試合連続安打を記録し、135試合に出場して打率.320（リーグ3位）・31本塁打（リーグ3位）・114打点（リーグ2位）と前年よりさらに高い成績を記録し、OPSはリーグ1位を記録した。また48二塁打の日本プロ野球新記録（当時）を記録し、シーズン途中から膝の状態が悪かったこともあり指名打者に固定されたが2年連続で一塁手としてベストナインを獲得。シーズン81長打のパ・リーグ新記録（落合博満の記録を13年ぶりに更新、2002年に松井稼頭央が日本記録ごと塗り替えた）も達成した。特に8月には10本塁打・35打点（打点数はリーグタイ記録）を記録し、前年と同じく9月には月間MVPを獲得した。このころには「平成初の三冠王に最も近い男」と称されたほか、『週刊ベースボール』は「来日2年目で30歳と若い。今後の活躍次第ではバース、マニエル、ブーマーら日本助っ人史上に名前を残す名選手の仲間入りをすることも十分可能だ」と評価している。同年は長打率.593を記録したが、これは12球団トップの数字だった。5月12日の西武戦（大阪ドーム）ではデニー友利からサヨナラヒットを放った。同年オフには年俸1億4,400万円で契約した。

#### 1999年
来日3年目の1999年は6月末に6試合で5本塁打を記録したが、打率.287で、3年連続3割達成はならなかった。しかし29本塁打（3年連続20本塁打以上）・84打点・7犠飛（リーグ1位）の成績を残し、前年の途中から一塁手として吉岡雄二が活躍したこともあり、この年は終始指名打者として（前年までの一塁手を含めて3年連続で）ベストナインを獲得した。なお、中村紀洋（31本塁打）が三塁手、ローズ（40本塁打・本塁打王）が外野手で獲得しているが、リーグ最下位チームからのベストナイン3人選出は史上初。この3人で計100本塁打を記録している。同年はオリックス戦に強く、97打数で33安打・打率.340・10本塁打を記録した。同年までの3シーズンで欠場はわずか1試合だった。
同年オフには年俸1億3,650万円で契約を更改した。

#### 2000年
来日4年目の2000年は春先から左肩の故障に悩まされ、不調で2割3分台前後にとどまっていた。7月9日のオリックス戦（グリーンスタジアム神戸）で、戎信行から死球を受けて右前腕尺骨を全治6週間の骨折、精密検査のために帰米した。最終的には規定打席に到達せず66試合に出場して、打率.258、10本塁打、33打点と来日以降最低の成績に終わった。ただ球団は貴重な戦力として、故障の経過次第では残留の方針を表明していたが、2か月経っても手首の可動域が広がらず選手生命そのものが危うかったことや、たとえ復帰できても同年の不振などから、全盛期の活躍が見込めないと判断され、シーズン終了後に解雇された。

### 近鉄退団後
2002年に独立リーグであるアトランティックリーグ（当時）のナシュア・プライドでプレーしたが、同年を最後に現役を引退。2007年からはクリーブランド・インディアンス傘下やタイガース傘下のマイナーリーグで打撃コーチを務めた。
2018年からはタイガースの打撃コーチ補佐に就任し、2020年まで務めた。
2021年からはCPBLの味全ドラゴンズの二軍打撃コーチを務める。2022年には、一軍に配置転換され、同年をもって退任した。

## 人物
近鉄時代は真面目な性格で知られ、通訳からは「おとなしい好人物で、遠征先でもダンベルを手に汗を流している」と評価されていた。15歳年上の夫人との間に連れ子を含め5人の子を持つ父親で、近鉄時代は単身赴任生活だった。好物は焼きそば。

## 詳細情報

### 年度別打撃成績
| 年 度    | 球 団    | 試 合 | 打 席 | 打 数 | 得 点 | 安 打 | 二 塁 打 | 三 塁 打 | 本 塁 打 | 塁 打 | 打 点 | 盗 塁 | 盗 塁 死 | 犠 打 | 犠 飛 | 四 球 | 敬 遠 | 死 球 | 三 振 | 併 殺 打 | 打 率 | 出 塁 率 | 長 打 率 | O P S |
| -------- | -------- | ----- | ----- | ----- | ----- | ----- | -------- | -------- | -------- | ----- | ----- | ----- | -------- | ----- | ----- | ----- | ----- | ----- | ----- | -------- | ----- | -------- | -------- | ----- |
| 1992     | DET      | 23    | 61    | 54    | 3     | 22    | 4        | 0        | 1        | 29    | 5     | 1     | 0        | 1     | 0     | 6     | 1     | 0     | 9     | 2        | .407  | .467     | .537     | 1.004 |
| 1993     | SD       | 102   | 256   | 240   | 33    | 75    | 17       | 0        | 9        | 119   | 33    | 2     | 0        | 1     | 2     | 8     | 2     | 5     | 31    | 2        | .313  | .345     | .496     | .841  |
| 1994     | SD       | 61    | 160   | 149   | 14    | 32    | 6        | 0        | 5        | 53    | 20    | 1     | 2        | 0     | 3     | 5     | 1     | 3     | 17    | 1        | .215  | .250     | .356     | .606  |
| 1995     | SD       | 75    | 108   | 97    | 12    | 21    | 3        | 0        | 2        | 30    | 7     | 0     | 2        | 0     | 2     | 8     | 1     | 1     | 18    | 3        | .216  | .278     | .309     | .587  |
| 1996     | BOS      | 3     | 3     | 3     | 0     | 0     | 0        | 0        | 0        | 0     | 0     | 0     | 0        | 0     | 0     | 0     | 0     | 0     | 1     | 1        | .000  | .000     | .000     | .000  |
| 1997     | 近鉄     | 135   | 569   | 526   | 61    | 174   | 27       | 0        | 23       | 270   | 93    | 1     | 3        | 0     | 5     | 29    | 6     | 9     | 67    | 23       | .331  | .373     | .513     | .886  |
| 1998     | 近鉄     | 135   | 587   | 531   | 68    | 170   | 48       | 2        | 31       | 315   | 114   | 0     | 1        | 0     | 4     | 45    | 10    | 7     | 75    | 19       | .320  | .378     | .593     | .971  |
| 1999     | 近鉄     | 134   | 573   | 509   | 79    | 146   | 32       | 0        | 29       | 265   | 84    | 4     | 3        | 0     | 7     | 52    | 6     | 5     | 64    | 20       | .287  | .354     | .521     | .875  |
| 2000     | 近鉄     | 66    | 274   | 252   | 31    | 65    | 9        | 2        | 10       | 108   | 33    | 0     | 1        | 0     | 1     | 14    | 1     | 7     | 27    | 13       | .258  | .314     | .429     | .742  |
| MLB：5年 | MLB：5年 | 264   | 588   | 543   | 62    | 150   | 30       | 0        | 17       | 231   | 65    | 4     | 4        | 2     | 7     | 27    | 5     | 9     | 76    | 9        | .276  | .317     | .425     | .743  |
| NPB：4年 | NPB：4年 | 470   | 2003  | 1818  | 239   | 555   | 116      | 4        | 93       | 958   | 324   | 5     | 8        | 0     | 17    | 140   | 23    | 28    | 233   | 75       | .305  | .361     | .527     | .888  |

- 各年度の太字はリーグ最高

### 年度別守備成績
| 年 度 | 球 団 | 捕手（C） | 捕手（C） | 捕手（C） | 捕手（C） | 捕手（C） | 捕手（C） | 捕手（C） | 捕手（C） | 捕手（C） | 捕手（C） | 捕手（C） | 一塁（1B） | 一塁（1B） | 一塁（1B） | 一塁（1B） | 一塁（1B） | 一塁（1B） | 三塁（3B） | 三塁（3B） | 三塁（3B） | 三塁（3B） | 三塁（3B） | 三塁（3B） | 左翼（LF） | 左翼（LF） | 左翼（LF） | 左翼（LF） | 左翼（LF） | 左翼（LF） | 右翼（RF） | 右翼（RF） | 右翼（RF） | 右翼（RF） | 右翼（RF） | 右翼（RF） |
| 年 度 | 球 団 | 試 合     | 刺 殺     | 補 殺     | 失 策     | 併 殺     | 守 備 率  | 捕 逸     | 企 図 数  | 許 盗 塁  | 盗 塁 刺  | 阻 止 率  | 試 合      | 刺 殺      | 補 殺      | 失 策      | 併 殺      | 守 備 率   | 試 合      | 刺 殺      | 補 殺      | 失 策      | 併 殺      | 守 備 率   | 試 合      | 刺 殺      | 補 殺      | 失 策      | 併 殺      | 守 備 率   | 試 合      | 刺 殺      | 補 殺      | 失 策      | 併 殺      | 守 備 率   |
| ----- | ----- | --------- | --------- | --------- | --------- | --------- | --------- | --------- | --------- | --------- | --------- | --------- | ---------- | ---------- | ---------- | ---------- | ---------- | ---------- | ---------- | ---------- | ---------- | ---------- | ---------- | ---------- | ---------- | ---------- | ---------- | ---------- | ---------- | ---------- | ---------- | ---------- | ---------- | ---------- | ---------- | ---------- |
| 1992  | DET   | -         | -         | -         | -         | -         | -         | -         | -         | -         | -         | -         | -          | -          | -          | -          | -          | -          | -          | -          | -          | -          | -          | -          | 4          | 6          | 0          | 1          | 0          | .857       | 9          | 21         | 0          | 1          | 0          | .955       |
| 1993  | SD    | 11        | 23        | 4         | 1         | 1         | .964      | 0         | 3         | 2         | 1         | .333      | 24         | 144        | 20         | 4          | 12         | .976       | 5          | 2          | 6          | 0          | 1          | 1.000      | 22         | 55         | 4          | 3          | 0          | .952       | 15         | 18         | 1          | 0          | 0          | 1.000      |
| 1994  | SD    | 5         | 8         | 1         | 0         | 0         | 1.000     | 1         | 3         | 3         | 0         | .000      | 24         | 115        | 13         | 1          | 14         | .992       | 1          | 0          | 0          | 0          | 0          | ----       | 12         | 19         | 0          | 1          | 0          | .950       | 5          | 7          | 0          | 2          | 0          | .778       |
| 1995  | SD    | -         | -         | -         | -         | -         | -         | -         | -         | -         | -         | -         | 2          | 7          | 0          | 0          | 1          | 1.000      | -          | -          | -          | -          | -          | -          | 14         | 14         | 0          | 0          | 0          | 1.000      | 21         | 11         | 0          | 0          | 0          | 1.000      |
| 1996  | BOS   | -         | -         | -         | -         | -         | -         | -         | -         | -         | -         | -         | 1          | 2          | 0          | 0          | 0          | 1.000      | 1          | 0          | 1          | 0          | 0          | 1.000      | -          | -          | -          | -          | -          | -          | -          | -          | -          | -          | -          | -          |
| MLB   | MLB   | 16        | 31        | 5         | 1         | 1         | .973      | 1         | 6         | 5         | 1         | .167      | 51         | 268        | 33         | 5          | 27         | .984       | 7          | 2          | 7          | 0          | 1          | 1.000      | 52         | 94         | 4          | 5          | 0          | .951       | 50         | 57         | 1          | 3          | 0          | .951       |

### 表彰
NPB
- ベストナイン：3回 （一塁手部門：1997年、1998年、指名打者部門：1999年）[1]
- 月間MVP：2回 （1997年9月、1998年9月）[1]
- IBMプレイヤー・オブ・ザ・イヤー賞：1回 （1998年）

### 記録
NPB
- 初出場・初先発出場：1997年4月8日、対千葉ロッテマリーンズ1回戦（大阪ドーム）、5番・指名打者として先発出場
- 初打点：1997年4月10日、対千葉ロッテマリーンズ3回戦（大阪ドーム）、8回裏に岸川登俊から犠飛
- 初安打・初本塁打：1997年4月11日、対日本ハムファイターズ1回戦（大阪ドーム）、2回裏に芝草宇宙からソロ
- 月間打点数パ・リーグタイ記録（1998年8月、35打点）

### 背番号
- 40（1992年）
- 30（1993年 - 1995年）
- 23（1996年）
- 25（1997年 - 2000年）
- 59（2018年 - 2020年）
- 24（2022年 - ）